# Física de los hielos marinos y experimento de ecosistemas
El Experimento Física y Ecosistema Marino (SIPEX de sus siglas en inglés Sea Ice Physics and Ecosystem eXperiment) fue una contribución australiana al Año Polar Internacional (IPY). La expedición estudió el hielo marino en la zona Antártida en septiembre y octubre de 2007, investigando los vínculos entre el hielo marino y los ecosistemas del Océano Antártico.
Participaron 45 científicos de 8 países diferentes, cada uno de ellos especialista en algún aspecto de la zona de hielo marino antártico. Viajando a bordo del buque de investigación Aurora Australis, los investigadores cubrieron la Antártida Oriental entre 110°E y 130°E. Los experimentos se centraron en el espesor del hielo y la cubierta de nieve, la fauna y la flora simpática y examinaron los efectos de las corrientes oceánicas y el viento.
La extensión y distribución del hielo marino en las regiones polares es un indicador sensible del cambio climático mundial. El calentamiento global se ha estado implicado en reducciones significativas en la extensión del hielo marino y esta tendencia está destinada a continuar. Una mejor comprensión del hielo marino puede conducir a mejores políticas de conservación en la Antártida.